# Hans-Rüdi Märki
Hans-Rüdi Märki (Leuggern, Zurzach, Argòvia, 18 de juny de 1960) va ser un ciclista suís, que fou professional entre 1987 i 1992. Va combinar la carretera amb el ciclisme en pista. Va participar en els Jocs Olímpics de 1984 a Los Angeles.

## Palmarès en ruta

### Resultats al Giro d'Itàlia
- 1989. 122è de la classificació general

### Resultats al Tour de França
- 1990. Abandona (19a etapa)